# 新比基夫
50°35′39″N 31°39′58″E / 50.59417°N 31.66611°E
新比基夫（烏克蘭語：Новий Биків），是烏克蘭北部的村莊，隸屬切爾尼希夫州的尼任區。該村面積7.41平方公里，海拔高度129米，2006年人口2,024，人口密度每平方公里273.3人。